# Jean Castel (Benediktiner)
Jean Castel († 24. Februar 1476) war ein französischer Benediktiner und Schriftsteller.

## Leben und Werk
Jean Castel war der Enkel von Christine de Pizan. Im französischen Archiv der Literatur des Mittelalters (ARLIMA) ist er als Jean Castel fils verzeichnet, da schon sein Vater Jean Castel hieß (Jean Castel père).
Jean Castel war von 1463 bis 1476 offizieller Geschichtsschreiber des Königs Ludwig XI. und ab 1472 Abt der Benediktiner-Abtei Saint-Maur. Sein Spiegel der Sünder (Spécule/Miroir des pécheurs) ist teils französisch, teils lateinisch abgefasst. Armand Strubel nannte seinen Frauenspiegel (Miroir des dames) ein Meisterwerk des makaberen Geschmacks seiner Zeit.

## Werke (Auswahl)
- Le Spécule des pécheurs. L’exhortation des mondains. L’exemple des dames et damoiselles. Paris 1482. Cambridge, Mass. 1990.
  - Le mirouer des pécheurs et pécheresses. Paris 1505.
- Le miroir aux dames, poème inédit du XVe siècle. Hrsg. Arthur Piaget. Harrassowitz, Leipzig 1908.
  - Mirouer des dames. Hrsg. Giuseppe Antonio Brunelli (1922–2016). Sansoni, Florenz 1958.